# Babymetal (álbum)
Babymetal es el primer álbum de estudio de la banda japonesa Babymetal.
El álbum fue lanzado por primera vez el 26 de febrero de 2014 en virtud de Toy's Factory en Japón, en varias ediciones, regular y limitada. La edición limitada viene con un DVD que contiene los clips de vídeo y material en vivo de verano Sonic Festival de 2013. Alcanzó el cuarto lugar en las listas de Oricon semanales y vendió 37,463 copias durante la primera semana, el álbum fue relanzado bajo Cooking Vinyl  el 30 de abril de 2021.
Varios sencillos fueron lanzados del álbum, incluyendo las canciones de éxito comercial: "Doki Doki ☆ Morning", "Iine!", "Headbanger", "Megitsune", "Gimme Chocolate!!" y "Road of Resistance".

## Antecedentes
El álbum fue lanzado en una edición regular, una edición limitada estándar, y una edición especial limitada para los miembros del sitio especial "Apocalypse Web" del grupo. La edición limitada, lanzado originalmente en Japón, tiene una pista idéntica inclusión en el CD a la de la edición regular; Sin embargo, también incluye un DVD con videos musicales del grupo con el comentario de los tres miembros, un video musical en vivo de "Gimme Chocolate!!", y las imágenes de la actuación del grupo en el Summer Sonic 2013. Una repetición de prensado de la versión de edición limitada del álbum fue lanzado el 26 de julio de 2014, con una cubierta especial para conmemorar la banda de gira de 2014.

## Recepción

### Recepción de la crítica
Babymetal recibió críticas generalmente positivas de los críticos de música. Tim Sendra de Allmusic le dio al álbum cuatro estrellas y media de cada cinco que dice: "No es claramente un álbum para metaleros que les gusta seguir las definiciones claras de lo que hace que el metal de metal, o uno para los fans de J-pop que tienen miedo de la enorme riffs de guitarra. Pero los que realmente no se preocupan por las reglas y sólo quieren saltar alrededor como idiotas a la música más tonta más brillante imaginables encontrarán exactamente lo que nunca pensaron acerca de la solicitud en el brillante debut de Babymetal".

### El rendimiento comercial
El álbum se levantó rápidamente al número 1 tanto en las listas de Estados Unidos y el Reino Unido de iTunes. El álbum también recibió atención por parte de los periodistas occidentales como Brian Mansfield de EE. UU. Hoy en día. Alcanzó el número 1 en el japonés Oricon gráfico diario y alcanzó el puesto número 4 en la lista Billboard Heatseekers EE. UU., así como 187 en el Billboard 200. En diciembre de 2014, Babymetal fue certificado oro por la Asociación de la Industria de grabación de Japón por más de 100.000 copias físicas enviadas a las tiendas.

## Lista de canciones
| N.º | Título                                           | Letras                      | Música                         | Arrangement            | Duración |  |
| 1.  | «Babymetal Death» ("We Are Babymetal")           | Kitsune of Metal God        | Kitsune of Metal God           | Yuyoyuppe              | 5:46     |  |
| 2.  | «Megitsune» ("Vixen")                            | Mk-metal Norimetal          | Norimetal                      | Yuyoyuppe              | 4:07     |  |
| 3.  | «Gimme Chocolate!!» (Gimi Choko!!)               | Mk-metal Kxbxmetal          | Takeshi Ueda                   | Ueda                   | 3:50     |  |
| 4.  | «Iine!» ("So Good!")                             | Chaos Nakata                | Mish-Mosh                      | Daiki Kasho            | 4:08     |  |
| 5.  | «Akatsuki» ("Crimson Moon")                      | Nakametal Tsubometal        | Tsubometal                     | Kyōtō                  | 5:25     |  |
| 6.  | «Doki Doki ☆ Morning» ("Heart-Pounding Morning") | Nakametal                   | Norizō Motonari Murakawa       | SOH (Oh! S-D) Murakawa | 3:44     |  |
| 7.  | «Onedari Daisakusen» ("Begging Operation")       | Nakata Ryu-metal Fuji-metal | Team-K                         | Tatsuo Kxbxmetal       | 3:15     |  |
| 8.  | «Song 4» (Yon no Uta)                            | Black Babymetal             | Black Babymetal                | Tatsuo Kxbxmetal       | 4:01     |  |
| 9.  | «Uki Uki ★ Midnight» ("Exhilarating Midnight")   | Ryu-metal Fuji-metal Nakata | Team-K                         | Yuyoyuppe              | 3:17     |  |
| 10. | «Catch Me If You Can»                            | Edometal                    | Narasaki                       | Narametal              | 3:53     |  |
| 11. | «Rondo of Nightmare» (Akumu no Rondo)            | Yuyoyuppe                   | Yuyoyuppe                      | Yuyoyuppe              | 3:33     |  |
| 12. | «Headbanger» (Hedobangyā!!)                      | Edometal Nakametal          | Narasaki                       | Narametal              | 3:59     |  |
| 13. | «Ijime, Dame, Zettai» ("No More Bullying")       | Nakametal Tsubometal        | Kxbxmetal Tsubometal Takemetal | Kyōtō                  | 6:04     |  |

International bonus tracks
| International bonus tracks |                                                         |                                         |                               |             |          |  |
| N.º                        | Título                                                  | Letras                                  | Música                        | Arrangement | Duración |  |
| 14.                        | «Road of Resistance»                                    | Kitsune of Metal God Mk-metal Kxbxmetal | Mish-Mosh Norimetal Kyt-metal | Kyōtō       | 5:20     |  |
| 15.                        | «Gimme Chocolate!!» (en vivo desde O2 Academy, Brixton) | Mk-metal Kxbxmetal                      | Ueda                          | Ueda        | 5:04     |  |

## Posicionamiento en lista
| Lista (2014–15)                      | Posiciones |
| ------------------------------------ | ---------- |
| Austrian Albums (Ö3 Austria)         | 69         |
| Belgian Albums (Ultratop Flanders)   | 181        |
| Dutch Albums (MegaCharts)            | 90         |
| German Albums (Offizielle Top 100)   | 95         |
| Japanese Albums (Oricon)             | 4          |
| Japanese Albums (Billboard)          | 2          |
| UK Albums Sales (OCC)                | 86         |
| UK Independent Albums Breakers (OCC) | 7          |
| UK Rock & Metal Albums (OCC)         | 7          |
| US Billboard 200                     | 187        |
| US Heatseekers Albums (Billboard)    | 4          |
| US Top Rock Albums (Billboard)       | 50         |
| US Hard Rock Albums (Billboard)      | 12         |
| US World Albums (Billboard)          | 1          |
| US Independent Albums (Billboard)    | 32         |